# NGC 4031
NGC 4031 (również PGC 37855) – galaktyka spiralna (Sb), znajdująca się w gwiazdozbiorze Wielkiej Niedźwiedzicy. Odkrył ją Heinrich Louis d’Arrest 6 kwietnia 1864 roku.